# Hypnotize
Hypnotize er det femte album fra System of a Down og anden del af dobbeltalbumet Mezmerize/Hypnotize. Det blev udgivet den 22. november 2005 seks måneder efter Mezmerize kom ud i butikkerne. Album coveret var lavet af genbrugt papir hvor der inde i det står: Vi har ikke længere brug for at fælde skove for at lave papir.
Hypnotize blev også udgivet som Dualdisc hvor man kunne se hvordan de lavede dobbelt albummet og musikvideoerne BYOB og Questions. 
Hypnotize debuterede på #1 på Billboard 200 den 22. november 2005. Albummet fik en guld og platinum af RIAA.
Det sidste nummer Soldier Side tilendegør Soldier Side – Intro som er på Mezmerize CD'en 

## Numre
1. "Attack"  (Lyrik af Malakian, Tankian: Musik af Malakian)  – 3:06
2. "Dreaming"  (Lyrik af Malakian, Tankian: Musik af Malakian, Odadjian)  – 3:59
3. "Kill Rock 'N Roll"  (Lyrik og Musik af Malakian)  – 2:27
4. "Hypnotize"  (Lyrik af Malakian, Tankian: Musik af Malakian)  – 3:09
5. "Stealing Society"  (Lyrik af Malakian, Tankian: Musik af Malakian)  – 2:57
6. "Tentative"  (Lyrik af Malakian, Tankian: Musik af Malakian)  – 3:36
7. "U-Fig"  (Lyrik af Malakian, Tankian: Musik af Malakian, Odadjian)  – 2:55
8. "Holy Mountains"  (Lyrik af Malakian, Tankian: Musik af Malakian)  – 5:28
9. "Vicinity of Obscenity"  (Lyrik af Tankian: Musik af Tankian, Malakian)  – 2:51
10. "She's Like Heroin"  (Lyrik og Musik af Malakian)  – 2:44
11. "Lonely Day"  (Lyrik og Musik af Malakian)  – 2:47
12. "Soldier Side"  (Lyrik og Musik af Malakian)  – 3:40

## Musikere
- Serj Tankian – Vokal, keyboard
- Daron Malakian – Vokal, guitar
- Shavo Odadjian – Bas
- John Dolmayan – Trommer

## Placering på hitliste

### Album
Billboard (Nord amerika)
| År   | Hitliste          | Placering |
| ---- | ----------------- | --------- |
| 2005 | The Billboard 200 | 1         |

### Singler
Billboard Music Charts (Nord amerika)
| År   | Single              | Hitliste               | Placering |
| ---- | ------------------- | ---------------------- | --------- |
| 2005 | "Hypnotize"         | The Billboard Hot 100  | 60        |
| 2005 | "Hypnotize"         | Modern Rock Tracks     | 1         |
| 2005 | "Hypnotize"         | Mainstream Rock Tracks | 6         |
| 2006 | "Lonely Day"        | Modern Rock Tracks     | 10        |
| 2006 | "Lonely Day"        | Mainstream Rock Tracks | 10        |
| 2006 | "Kill Rock N' Roll" | Mainstream Rock Tracks | 38        |